# Plaça de Bous de València
La Plaça de Bous de València va ser construïda entre els anys 1850 i 1860 en el solar d'una plaça anterior que per problemes de pressupost mai va arribar a acabar-se. És neoclàssica, inspirada en l'arquitectura civil romana, l'amfiteatre Flavi (Colosseu), o l'amfiteatre de Nimes (França).
Va ser construïda per l'arquitecte valencià Sebastià Monleón Estellés. Es tracta d'un cos poligonal de 48 costats, amb més de 17 metres d'altura i 52 de diàmetre del redol, que pot acollir prop de 20.000 espectadors. Aquestes dimensions la fan una de les places més grans de l'Estat espanyol.
Durant el pas dels anys, la seua gestió ha anat alternant-se, havent estat gestionada tant per empresa privada com per gestió directa per la mateixa Diputació de València. Actualment és propietat de l'Hospital General de València, sent administrada per la Diputació Provincial.
Està situada al costat de l'Estació del Nord de València i disposa d'accessos amb les línies 3 i 5 de Metrovalencia a l'estació de Xàtiva.

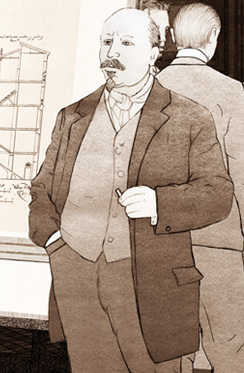
Sebastià Monleón Estellés
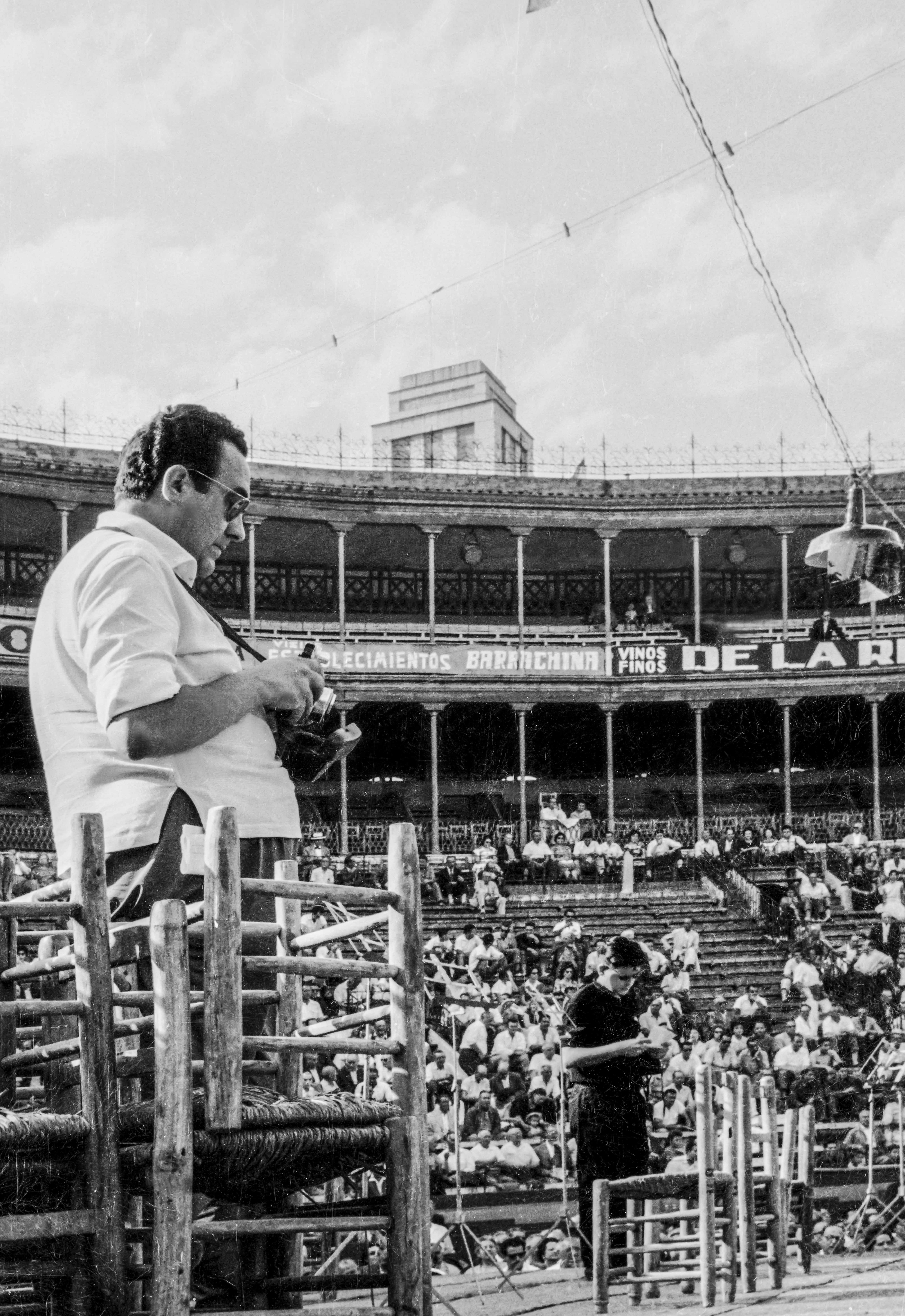
Interior de la plaça. Finezas i Vidal, 1960